# Gran incendi de Meireki
El Gran incendi de Meireki (明 暦 の 大火, Meireki no taika), també conegut com el Foc de Furisode, va ser una important conflagració que el segle XVII va destruir bona part d'Edo, l'actual Tòquio. Es va originar el 2 de març de 1657, durant el tercer any de l'era imperial Meireki, i va destruir el 60-70% de la ciutat. El foc va durar tres dies i es calcula que va causar més de 100.000 morts.

## El gran incendi
El foc va començar el divuitè dia de l'any, al districte de Hongō d'Edo, i es va estendre ràpidament per la ciutat, a causa dels vents huracanats que bufaven del nord-oest. Edo, com la majoria de ciutats japoneses de l’època, i com la majoria de les de l’Àsia Oriental continental, s'havia construït principalment de fusta i paper. Els edificis estaven especialment secs a causa de la sequera de l'any anterior, i els carrers i altres espais lliures entre els edificis eren estrets, cosa que permetia que el foc es propagués i creixés de manera particularment ràpida. 

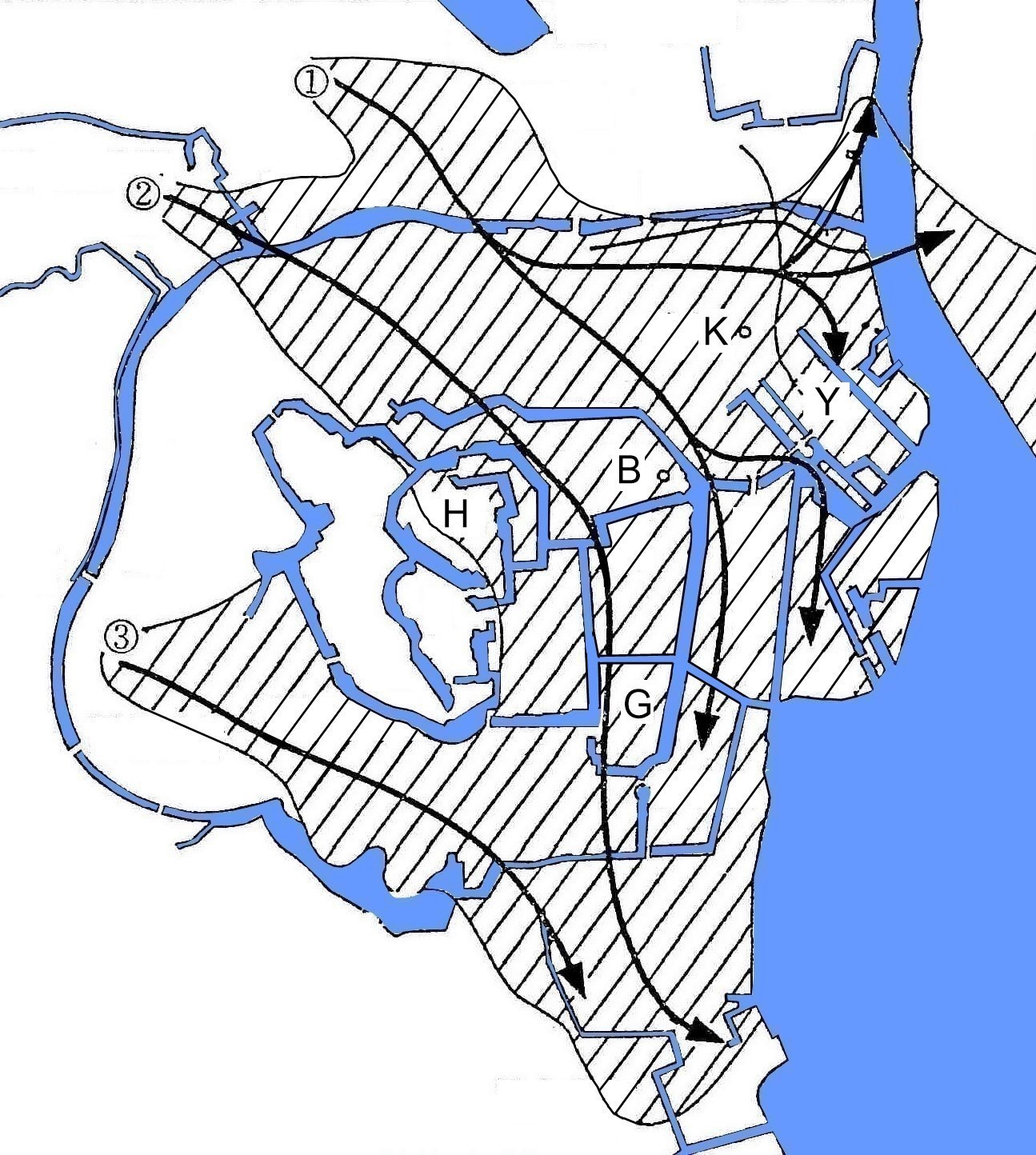
Zona destruïda pel foc. Les fletxes representen el camí de les flames.

Moltes ciutats d'Europa van tenir problemes similars, ja que tenien una alta densitat urbana i estaven construïdes amb materials inflamables. De fet, Londres va cremar 10 anys després que ho fes Edo.

### Origen del foc
Es diu que el foc havia començat accidentalment al temple Hongo Honmyoji quan un sacerdot va incinerar un quimono presumptament maleït. El quimono havia estat successivament de tres adolescents que havien mort totes abans de poder-lo portar. Quan la peça estava cremant, una gran ràfega de vent va atiar-ne de tal manera les flames que va provocar l'encesa del temple de fusta.

### Transcurs
Tot i que Edo tenia una brigada de bombers, el Hikeshi (火 消 し, "extintor"), s'havia creat només 21 anys abans i no era ni prou gran, ni prou experimentada, ni estava prou equipada per afrontar un foc d'aquella magnitud.
El segon vespre, els vents van canviar, i el foc va ser empès des de l'extrem sud de la ciutat cap al seu centre. Les cases dels servents més propers del shōgun, a Kōjimachi, van ser destruïdes quan el foc es va dirigir cap al castell d'Edo, al centre mateix de la ciutat. El castell també es va veure afectat; es va poder salvar la torre principal, però la majoria dels edificis exteriors i totes les cases dels servents i criats van quedar completament destruïdes. Finalment, el tercer dia, els vents van desaparèixer i les flames van amainar, però un fum espès va impedir qualsevol activitat per la ciutat durant diversos dies, ja fos la retirada dels cossos o l'inici de la seva reconstrucció.

### Conseqüències
El dia 24 del nou any, sis dies després de l’incendi, els monjos i altres persones van començar a transportar els cossos dels morts pel riu Sumida fins a Honjo (actual barri de Sumida), una comunitat situada a la banda oriental del riu. Allà s'hi van excavar fosses i s'hi van enterrar els cossos. El temple d'Ekō-in (Saló d’Oració pels Morts) es va construir per a la memòria dels morts d'aquest incendi.

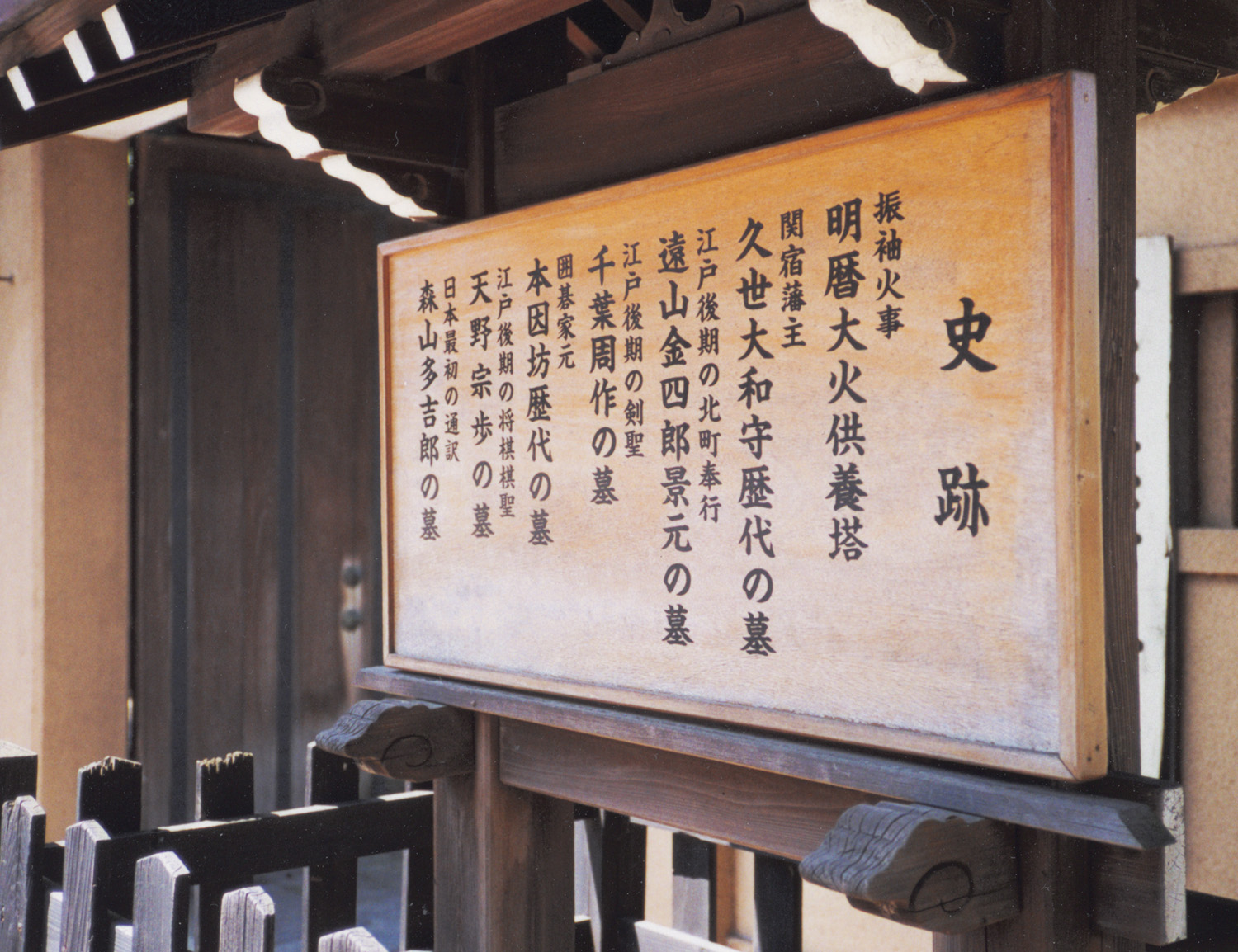
Memorial de les víctimes del Gran incendi de Meireki.

Els esforços de reconstrucció es van allargar dos anys, ja que el shogunat va aprofitar per reorganitzar la ciutat segons diverses consideracions pràctiques. Sota la direcció de Rōjū Matsudaira Nobutsuna, es van eixamplar carrers i es van replanificar i reorganitzar alguns districtes; es va tenir especial cura per restaurar el centre mercantil d'Edo, per a protegir i promocionar d'alguna manera l'economia nacional en general. Als plebeus i als samurais se'ls van concedir fons del govern per a la reconstrucció de les seves cases i es va deixar la restauració del castell del shōgun pel final. L'entorn del castell, tal com es va restaurar, es va reorganitzar per a deixar-hi espais més grans amb la idea que funcionessin de tallafoc; es van traslladar les cases dels guardians més lluny del castell i es van traslladar diversos temples i santuaris a la vora del riu.
El Gran incendi de d'Edo de 1657 és considerat un dels desastres més grans de la història japonesa, ja que la mort i destrucció provocades per l’incendi de Meireki va ser gairebé comparable a la soferta durant el Gran terratrèmol de Kantō de 1923 o el bombardeig de Tòquio de 1945 durant la Segona Guerra Mundial. Cadascun d’aquests esdeveniments del segle xx, com l’incendi de Meireki de tres segles abans, van registrar aproximadament 100.000 morts i van destruir la majoria de la ciutat.